# Sudan Francès
El Sudan Francès fou una colònia francesa, establerta com a territori del Sudan Francès el 18 d'agost de 1890 amb el que fins aleshores era el Territori de l'Alt Senegal. El territori, sota els dos nom, estava administrat per comandants superiors i depenia del governador de la colònia del Senegal.
Durant els tres anys de comandament (1888-1891) el tinent coronel Archinard va engrandir considerablement el territori de l'Alt Senegal. Tres estats indigenes rodejaven el territori: el regne de Ségou amb Kaarta al nord que el 1890 fou conquerit i convertit en els regnes de Ségou, Sansanding i Kaarta; el de Futa Djalon al sud que romania independent però va quedar aïllat després de l'annexió el 1891 del Dinguiray i quedava rodejat de territoris de la colònia del Senegal, de la colònia dels Rius del Sud i del territori del Sudan Francès; i finalment l'imperi de Samori Turé, anomenat també regne de Wassulu (Wassoulou), al sud-est, seriosament amenaçat i les bandes militar del qual havien hagut de retirar-se a la riba dreta del riu Milo. França dominava doncs del Sàhara a Dinguiray. Restava el regne de Macina, hostil a una aliança amb França i essencial per assegurar la navegació pel Níger fins a Tombuctú.
El 1891 la situació política al territori del Sudan Francès era tranquil·la. A Kaarta l'embrió de l'esquadró de spahis va actuar per primer cop l'octubre de 1891m després d'un atac i saqueig dels maures Oulad Nacer a Dioudioumé, prop del Sàhara. El capità Vittu de Kerraoul, nou commandant del cercle de Nioro, va enviar al capità Goujet contra els saquejadors i amb 30 spahis va marxar durant 30 hores pel desert va atacar una primera tribu, va trobar el rastre dels culpables i els va atrapar l'endemà i es va apoderar dels seus ramats (centenars de besties) tornant a Nioro al cap de cinc dies. L'esquadró de spahis fou constituït oficialment el 28 de desembre de 1891 sota el capità Goujet i amb base a Diauveli, controlant sobretot les incursions del maures a la frontera.
Bodian governava com a faama a Ségou i Mademba com a faama a Sansanding. A Macina a final del 1891 Ahmadu s'estava consolidant al poder. Al bucle del Níger el rei Tieba de Sikasso tenia una actitud sospitosa i aconsellat per un dels personatges del seu entorn favorable a Ahmadu, es va distanciar de França però sense cap iniciativa ofensiva. Només al sud-est, Samori podia amenaçar el domini francès.
El nou governador tinent coronel Humbert, va ordenar continuar la campanya contra Samori (1891-1892) com a continuació de la precedent (vegeu Campanya de la Vall del Milo) i durant aquesta campanya va esclatar una revolta general a Ségou i Sansanding obligant al comandant superior Humbert a intervenir a la zona. Així la campanya va tenir dues fases:
- 1) Continuació de la lluita contra Samori a la vall del Milo.
- 2) Repressió de la revolta de Ségou i del Sansanding.

El 27 d'agost de 1892 fou constituïda en colònia separada com a colònia del Sudan Francès. El 16 de juny de 1895 va passar a formar part de l'Àfrica Occidental Francesa. El 17 d'octubre de 1899 la colònia es va suprimir i el seu territori fou dividit entre els tres establiments o colònies existents i dos nous territoris militars. Onze cercles van passar a la colònia del Senegal (Kayes, Bafoulabé, Kita, Satadougou, Bamako, Ségou, Djenné, Nioro, Goumbou, Sokolo i Bougouni), sis cercles a la colònia de Guinea Francesa (Dinguiray, Siguiri, Kouroussa, Kankan, Kissidougou i Beylas), tres cercles a la colònia de la Costa d'Ivori (Odjenné, Bouna i Kong), i quatre cercles, un cantó i un altre territori a la colònia de Dahomey (Djennaré, Diongnré, Folmongani i Botou, el cantó de Kouala Nebba al sud de Liptako i el territori de Say); els dos territoris militars foren: el primer territori militar o Regió nord i nord-est del Sudan francès (cercles de Tombouctou, Iumpi, Goundam, Bandiagara, Dori i Uahiguya) i el segon territori militar o "regió del Volta" (a vegades districte del Volta amb els cercles de San, Ouagadougou, Leo, Koury, Sikasso, Bobo-Dioulasso i Djebougou).
El 4 de desembre de 1920 la colònia (que en aquests anys havia canviat dues vegades de nom, primer breument colònia de Senegàmbia i Níger del 1902 al 1904 i després colònia de l'Alt Senegal i Níger del 1904 al 1920) va recuperar l'antic nom de Sudan Francès que va subsistir fins al 1960. Durant la Segona Guerra Mundial va seguir la sort de les altres colònies de l'Àfrica Occidental Francesa i al final, per la nova constitució de la IV República, va perdre el nom de colònia per agafar el de Territori d'Ultramar (Territori del Sudan Francès). Va aconseguir l'autonomia el 24 de novembre de 1958 dins la Unió Francesa com a república autònoma Sudanesa i el 4 d'abril de 1959 es va federar amb la república autònoma del Senegal per formar la Federació de Mali. Aquesta federació va aconseguir la independència total el 20 de juny de 1960. El Senegal es va retirar de la federació el 20 d'agost de 1960 i la república Sudanesa es va constituir en estat separat agafant el nom de república de Mali el 22 de setembre de 1960 

## Comandants superiors del territori (1890-1892 de fet 1893)
- Juliol a 10 d'octubre de 1891 Comandant Herbin
- 1891 - 1892 Pierre Marie Gustave Humbert
- 1892 Comandant Bourgey (12 de juliol a novembre, interí)
- 1892 - 1893 Louis Archinard
- 1893 François Xavier Louis Henri Gaëtan Bonnier (interí)

## Governadors
- 1893 - 1895 Louis Alphonse Grodet
- 1895 - 1899 Louis Edgard de Trentinian 
  - 1898 Marie Michel Alexandre René Audéoud (suplent de Trentinian)

## Delegat
- 1899 - 1904 William Merlaud-Ponty

## Governadors
- 1921 - 1930 Jean Henri Terrasson de Fougères (interí fins a 1924)
  - 1924 Jean Joseph Henri Carreau (suplent de Terrasson)
  - 1924 - 1925 Albéric Auguste Fournier (suplent de Terrasson)
  - 1926 Gabriel Omar Descemet (suplent de Terrasson)
  - 1928 - 1929 Gabriel Omar Descemet (suplent de Terrasson)
- 1930 - 1931 Joseph Urbain Court (interí)
- 1931 Gabriel Omar Descemet (interí)
- 1931 - 1935 Louis Jacques Eugène Fousset 
  - 1933 René Desjardins (suplent de Fousset)
  - 1933 Léon Solomiac (suplent de Fousset)
- 1935 Félix Sylvestre Adolphe Éboué (interí)
- 1935 - 1936 Matteo Mathieu Maurice Alfassa
- 1936 - 1938 Ferdinand Jacques Louis Rougier (interí fin 4 desembre 1936)
- 1938 - 1940 Jean Desanti (interí fins a 15 novembre 1940)
- 1940 - 1942 Jean Alexandre Léon Rapenne (interí)
- 1942 - 1946 Auguste Marie Léon Calvel (interí fins al 29 desembre 1942)
- 1946 - 1952 Edmond Jean Louveau 
  - 1949 - 1950 Lucien Eugène Geay (suplent de Louveau)
- 1952 Camille Victor Bailly
- 1952 - 1953 Salvador Jean Etchéber (interí)
- 1953 Albert Jean Mouragues (b. 1908 - d. 1976)
- 1953 - 1956 Lucien Eugène Geay (interí fins a 10 febrer 1954)

## Alts Comissionats
- 1956 - 1958 Henri Victor Gipoulon
- 1958 - 1960 Jean Charles Sicurani